# Волгонефть

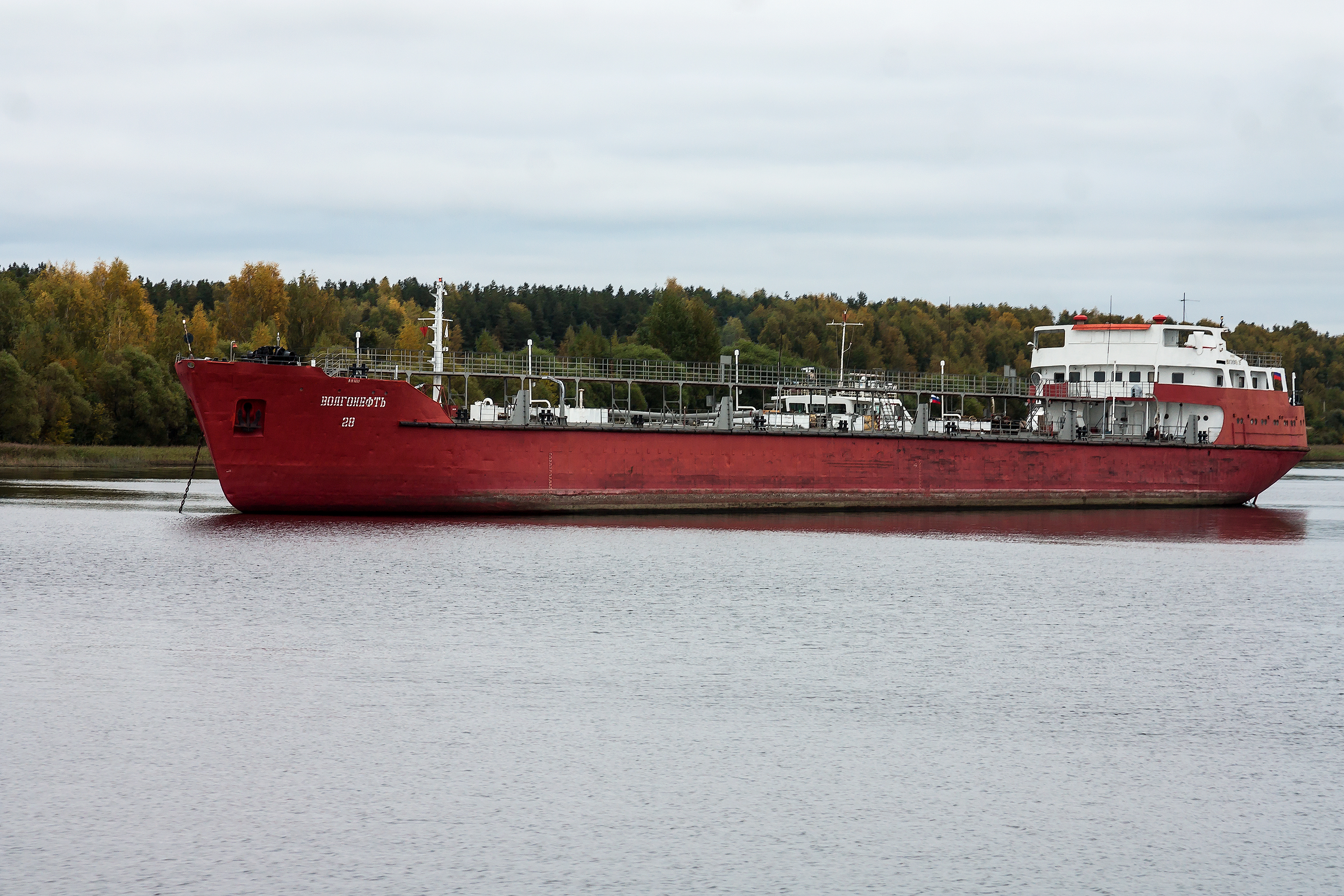
Волгонефть-28, проект 550, в настоящее время несамоходная бункеровочная база

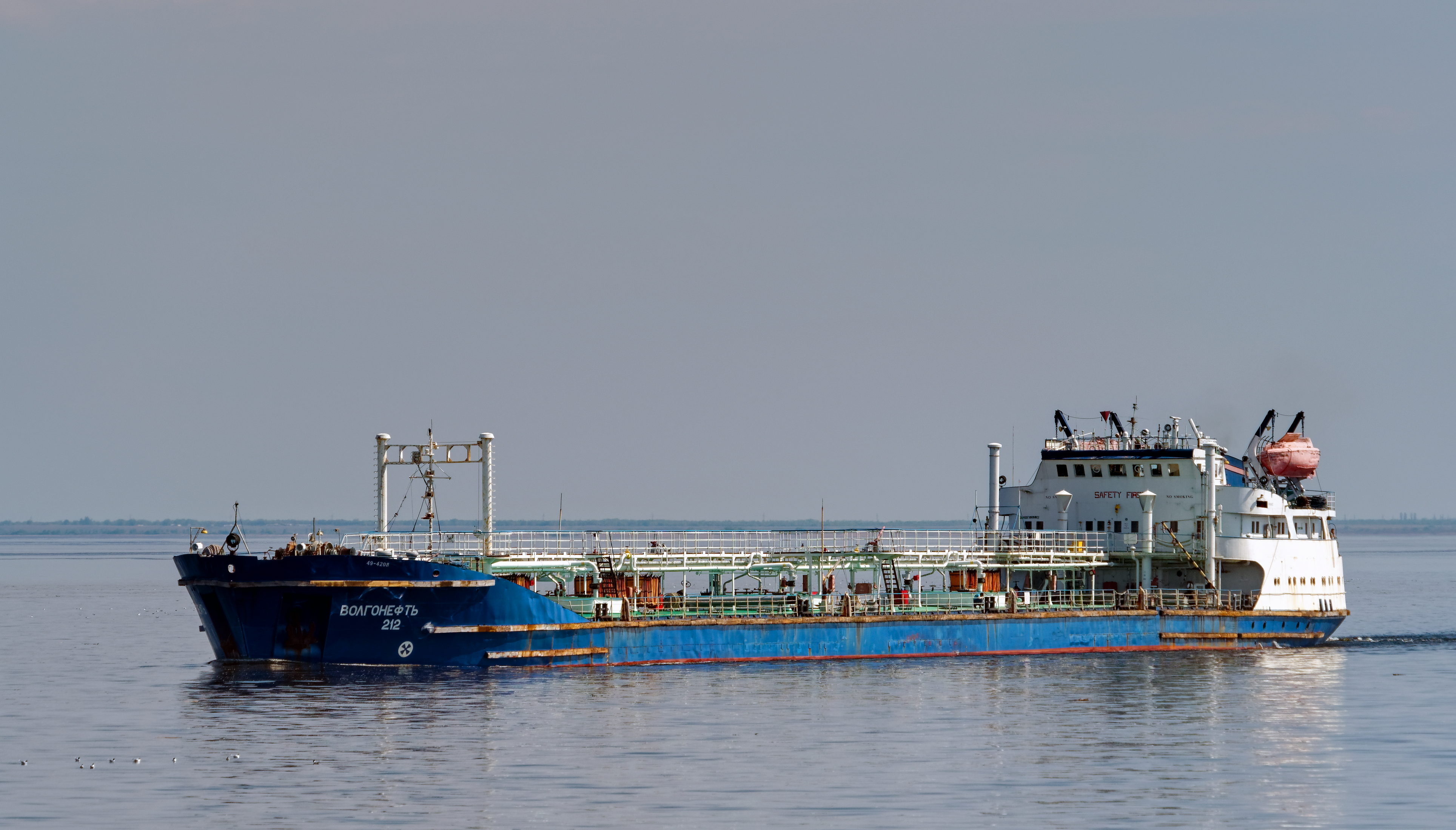
Волгонефть-212, проект 1577, потерпел кораблекрушение в Керченском проливе 15 декабря 2024 года

«Волгоне́фть» — семейство нефтеналивных танкеров класса «О-ПР» (позднее «М-ПР») по Российскому речному регистру; самая массовая серия танкеров такого класса в СССР и России, предназначенная для перевозки сырой нефти и нефтепродуктов. Строились с 1963 года по 1996 год, в СССР, НРБ (на судостроительном заводе в Русе и заводе Георгия Димитрова в Варне) и России по пяти проектам: 550, 550А, 558, 1577, 630.
Суда типа «Волгонефть» — это большие однопалубные двухвинтовые наливные суда смешанного плавания класса О-ПР по Российскому речному регистру (с высотой волны до 2 м с повторяемостью до 5 %) с баком и ютом, с двойными бортами и двойным дном, с машинным отделением и надстройкой в кормовой части. Грузоподъёмность — 4800-5000 тонн. Главные двигатели — дизельные, восьмицилиндровые, рядные, реверсивные, с наддувом, с прямой передачей на гребной винт, производства ГДР «SKL»(VEB «Karl Liebknecht») мощностью 2х736 кВт (8NVD48AU, проекты 550, 550A, 558, 1577) и 2х888 кВт (8NVDS48AU, проект 660). Назначение судна — перевозка в речных условиях нефтепродуктов I и II классов с удельным весом 0,8 т/м³ и нефтепродуктов III и IV классов, требующих подогрева. Для подогрева груза используются два паровых котла мощностью около 1100 кВт.
Существует несколько проектов судов такого типа: проект 550, проект 550А, проект 558, проект 630, проект 1577.